# جيمس روي
جيمس روي (بالإنجليزية: James Alexander McLean Roy)‏ هو سياسي نيوزلندي، ولد في 3 مارس 1893، وتوفي في 26 مايو 1971. انتخب عضو مجلس النواب نيوزيلندا.